# Kolektivní chování

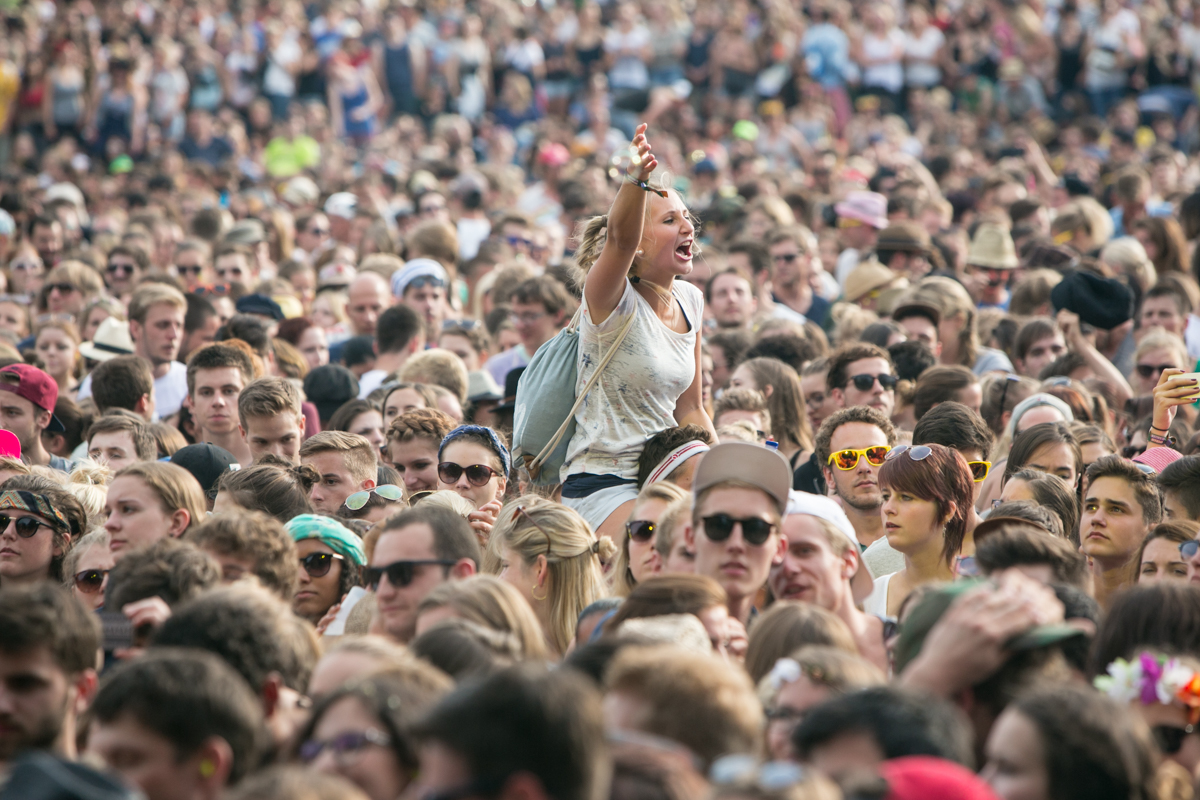
Velký kolektiv může ovlivnit lidské chování.

Sociologové a psychologové, zabývající se sociálními agregáty, zjistili, že člověk se ve větším kolektivu (např. v davu) chová jinak než by se choval individuálně. Vykazuje kolektivní chování. Může se tak dopustit těžkých zločinů jako např. lynčování, a to i přes to, že jednotlivci prošli úspěšnou socializací.

## Teorie vysvětlující kolektivní chování v davu
Teorií chování v davu je mnoho, mezi dvě nejvýznamnější patří psychologie davu Gustava le Bona a teorie deindividuace Philipa Zimbarda.

### Gustave Le Bon: psychologie davu
Gustave Le Bon v knize Psychologie davu už v roce 1895 popsal, že člověk v davu se chová zcela jinak, než jak by se choval jako jednotlivec. Hovoří o „zákonu mentální jednoty“, kdy se členové davu neřídí vlastním svědomím, ale dělají to, co ostatní. O davu hovoří jako o iracionálním uskupení řídícím se primitivními impulsy. Jeho charakteristika byla ve své době velice široce přijímána, dnes je však vnímána jako něco překonaného, protože nebyly nalezeny dostačující empirické důkazy a tato teorie nevysvětluje všechny aspekty chování davu.

### Philip Zimbardo: teorie deindividuace
Koncem 60. let přišel Philip Zimbardo s teorií, že lidé v davu či skupině zažívají stav deindividuace, tj. neřídí se vlastním svědomím a úsudkem, ale hrají v davu či skupině určitou roli, které se přizpůsobují a jednají často agresivněji a krutěji, než jak by jednali jako jednotlivci. Pokud jsou lidé deindivuduovaní, snižuje se jejich schopnost racionálního uvažování. Pro podložení svých myšlenek prováděl pokusy s elektrickými šoky, kdy požádal náhodně vybrané studenty, kteří byli oblečeni do kabátů a na hlavě měli kápi, která jim zakrývala obličej, aby dávali elektrické šoky. Zároveň měl ještě jednu kontrolní skupinu, která měla své civilní oblečení. Když obě skupiny mezi sebou porovnal, tak zjistil, že skupina převlečených dávala takřka dvakrát silnější elektrické šoky oproti kontrolní skupině. Zimbardo byl za tento výzkum kritizován, protože hábity, do kterých byli studenti převlečeni, se nápadně podobaly oblečení rasistických organizací (Ku Klux Klan).
Pro potvrzení hypotézy, že na intenzitu elektrických šoků má vliv to, do jaké role výzkumník své objekty situuje, provedli v roce 1979 Johnson a Downing obdobný pokus jako Zimbardo, akorát přidali ještě skupinku oblečenou jako zdravotní sestřičky. Výsledek byl, že skupina sestřiček dávala mnohem slabší elektrické impulzy než obě další skupiny. Jejich závěr tedy zněl, že lidé reagují spíše než na deindividuaci jako takovou na roli, která je jim v rámci skupiny přisouzena, nebo dle indicií které odečítají z okolí (tzv. situational cues).
O rozpracování teorie deindividuace se koncem 70. let zasloužil Diener. Říká, že deindividuace se objevuje tehdy, uvědomují-li si lidé sebe sama méně (např.: při sportovních utkáních, protože se plně věnují sledování utkání, tento stav podporuje např. i alkohol; v angličtině tzv. self-awareness) a mohou tak méně své reakce kontrolovat. Jednají pak impulzivněji a mají menší zábrany. Důsledky deindividuace, které popsal, jsou následující:
- omezení kontroly impulzivního chování
- zvýšení citlivosti vůči emocím a situačním podnětům
- snížená schopnost nebo neschopnost ovládat vlastní chování
- snížení důležitosti, která je chování přikládána
- snížení schopnosti rozumně plánovat

Dnes se ví,[zdroj?] že k porozumění chování davu nestačí tyto teorie, ale musí se v potaz brát širší sociální kontext a spouštěcí podněty.